# Абу-ль-Фадль Байхаки
Абу-ль-Фазль Мухаммед ибн Хусейн Бейхаки (араб. أبو الفضل البيهقي‎ ; ок. 995, Байхак — 1077, Газни) — персидский историк, автор Та’рих-и Бейхаки, истории династии Газневидов более чем в 30 томах, из которых сохранилась лишь часть, посвящённая правлению султана Мас’уда I.

## Биография
Абу-ль-Фадль Бейхаки родился около 995 года (по его собственным словам, в 402 году хиджры/1011—1112 гг. ему было 16 лет, в зу-л-хиджжа 450 г. х./январь—февраль 1059 г. — 65 лет). Местом рождения Абу-ль-Фадля его земляк Абу-ль-Хасан Бейхаки, автор сочинения Та’рих-и Бейхак, называет селение Харисабад в округе Бейхак (центр округа — Себзевар). В течение 19 лет он служил в дипломатической канцелярии (диван-и рисалат) Газневидов под руководством своего учителя, умершего в начале 431 г. х./осенью 1039 года, Абу Насра Мишкана, следовательно, он должен был поступить на государственную службу примерно с 412/1021-22 гг. Бейхаки сочли слишком молодым, чтобы он мог стать преемником Абу Насра; предпочтённый ему Абу Сахль Зузани был настроен по отношению к нему неблагожелательно и, как сообщается, также впоследствии причинил ему много вреда; Бейхаки подал прошение об отставке, которое султан Мас’уд I (1030—1041) отклонил, сопровождая это милостивыми словами. Последующие правители были менее благосклонны к нему. Бейхаки говорит о несчастье, которое постигло его тогда и последствия которого ощущались им годы спустя, во время составления его труда.
Позднее он снова был на государственной службе; при Абд ар-Рашиде (1049—1053) он стоял во главе диван-и рисалат. В конце того же царствования, как сообщает Абу-ль-Хасан, он был осуждён кадием в Газне к тюремному заключению за незаконное приложение печати (мухрзани). Когда династия была на короткое время вытеснена узурпатором Тогрул-беком, тот приказал посадить в тюрьму чиновников своего предшественника Абд ар-Рашида. Бейхаки также пришлось сменить тюрьму (зиндан) кадия на заключение в крепости (хабс-и кал’а). Правление Тогрул-бека продолжалось только 57 дней; после его падения и восстановления прежней династии чиновники, среди них и Бейхаки, были освобождены. Согласно Абу-ль-Хасану, Бейхаки только после смерти султана Фаррухзада в 1059 году отказался от государственной службы и посвятил себя своему труду. Однако большая часть сохранившейся истории написана ещё при Фаррухзаде. Автор уже тогда находился в «углу бездействия», следовательно, он получил отставку ещё раньше. Умер он, по Абу-ль-Хасану, в сафаре 470 г. х./2 августа — 21 сентября 1077 года.

## Исторический труд
Из этого труда сохранилась только незначительная часть (конец тома V, тома VI—IX и начало X), которая излагает историю султана Мас’уда I. Это сочинение обычно цитируется как Та’рих-и Байхаки («История Байхаки») и под этим названием было издано сначала в Калькутте (1862 г.) Морлеем (в «Bibliotheca Indica»), позднее (1307 г. х./1889—1890 г.) ещё в Тегеране (литографическим способом). Неизвестно, дал ли сам автор своему труду общее название. Другое название книги — «История рода Себуктегина». Из 30 томов сохранилась лишь часть. В сохранившихся томах предшествующая часть, посвящённая царствованию султана Махмуда Газневи, цитируется как Та’рих-и Йамини или как Макамат-и Махмуди. Уже Абу-ль-Хасан Бейхаки не видел ни одного полного экземпляра, а только отдельные части большого труда. Цитаты из первых томов (о султане Махмуде) встречаются ещё в XV веке у Хафиз-и Абру; цитаты из последующих томов (о преемниках султана Мас’уда) до сих пор неизвестны.
Та’рих-и Бейхаки не является в собственном смысле слова государственной или локальной историей, а содержит воспоминания персидского чиновника о жизни своих государей и их двора и о внешних и внутренних делах, которые разбирались и решались при этом дворе. Сам автор подчёркивает, что его труд — не та’рих в обычном смысле слова, в котором можно только прочесть, что «этот побил того или тот этого». Всё, что он видел и пережил, он описывает в «длину и ширину». Благодаря этому мы получаем о жизни двора Газневидов при Мас’уде, а также о системе управления империей, основанной Себук-тегином и Махмудом, подробный отчёт из первых рук, какого мы, пожалуй, не имеем ни для одной другой восточной империи средневековья. Благодаря многочисленным экскурсам в историю более раннего времени этот труд является важным источником также по истории предшествующих династий, особенно Саманидов.
Сохранившаяся часть труда написана в течение 1058—1058 годах. Сам Бейхаки указывает 1018 год как тот, с которого начинается изложение, поэтому его друг Махмуд Варрак закончил этим годом свой большой исторический труд (о котором мы, помимо этого, ничего не знаем). Абу-ль-Хасан сообщает, что Бейхаки кроме своего исторического труда написал ещё руководство для чиновников под заглавием Зинат аль-куттаб, и приводит из этого сочинения интересные отрывки.

## Переводы на русский язык
- Абу-л-Фазл Бейхаки. История Мас'уда / Перевод А. К. Арендса. — Ташкент: Издательство АН УзССР, 1962.
- Абу-л-Фазл Байхаки. История Масуда (1030-1041) / Перевод с перс., введение, комментарии и приложения А. К. Арендса. — 2-е издание. — М.: Наука, 1969. — (Памятники письменности Востока).
- Истины. Изречения персидского и таджикского народов, их поэтов и мудрецов / Перевод Н. И. Гребнева. Подстроч. пер. и прим. Н. Османова. — М.: Наука, 1968. — 320 с.

- Истины. Изречения персидского и таджикского народов, их поэтов и мудрецов / Н. И. Гребнева. Подстроч. пер. и прим. Н. Османова. — СПб.: Азбука, 2005. — 256 с. — ISBN 5-352-01412-6. (репринт)